# (4316) Babinkova
(4316) Babinkova est un astéroïde de la ceinture principale.

## Description
(4316) Babinkova est un astéroïde de la ceinture principale. Il fut découvert le 14 octobre 1979 à Naoutchnyï par Nikolaï Tchernykh. Il présente une orbite caractérisée par un demi-grand axe de 2,90 UA, une excentricité de 0,02 et une inclinaison de 1,2° par rapport à l'écliptique.

## Compléments